# Verbascum dramense
Verbascum dramense är en flenörtsväxtart som beskrevs av K. H. Rechinger. Verbascum dramense ingår i släktet kungsljus, och familjen flenörtsväxter. Inga underarter finns listade i Catalogue of Life.